# Hans Wallhof
Hans Wallhof SAC (* 28. Juli 1931 in Krummöls; † 18. Januar 2004 in Limburg an der Lahn) war ein deutscher Ordensgeistlicher und Schriftsteller.

## Leben
Die Einkleidung erfolgte am 1. Mai 1955 in Olpe. Nach der ersten Profess am 25. April 1957 studierte er an der PTH Vallendar, wo er am 25. April 1960 seine Ewige Profess ablegte und am 16. Juli 1961 von Bruno-Augustin Hippel in der Pilgerkirche (Schönstatt) zum Priester geweiht wurde. Seine theologischen Studien schloss er 1963 als Magister ab. Von 1966 bis 1998 war er Redakteur der Zeitschrift ferment der Schweizer Pallottiner.

## Schriften (Auswahl)
- Gebete auf dem Bahnhof. Limburg an der Lahn 1976, ISBN 3-7840-7502-9.
- Ehe ohne Trauschein. Limburg an der Lahn 1979, ISBN 3-7840-7517-7.
- Perlen in unserer Hand. Vom Geheimnis des Rosenkranzes. Limburg an der Lahn 1991, ISBN 3-7840-2681-8.
- Das Glück der späten Jahre. Freiburg im Breisgau 1994, ISBN 3-451-23461-0.